# Jessica Pünchera
Jessica Pünchera (Pontresina, 11 dicembre 1982) è un'ex sciatrice alpina svizzera.

## Biografia
Attiva in gare FIS dal novembre del 1997, la Pünchera esordì in Coppa Europa il 26 gennaio 2000 a Pra Loup in discesa libera (58ª) e in Coppa del Mondo l'8 febbraio 2004 a Zwiesel in slalom speciale, senza qualificarsi per la seconda manche. Conquistò il primo podio in Coppa Europa il 28 febbraio 2004 a Sankt Sebastian in slalom speciale (2ª), mentre i suoi migliori piazzamenti in Coppa del Mondo furono due quindicesimi posti ottenuti in supercombinata, il 22 gennaio 2006 a Sankt Moritz e il 22 dicembre 2007 a Sankt Anton am Arlberg.
Colse l'unica vittoria in Coppa Europa, nonché ultimo podio, il 24 febbraio 2009 a Tarvisio in supercombinata e prese per l'ultima volta il via in Coppa del Mondo il 4 febbraio 2011 ad Arber/Zwiesel in slalom speciale, senza qualificarsi per la seconda manche. Si ritirò al termine di quella stessa stagione 2010-2011 e la sua ultima gara fu lo slalom speciale dei Campionati svizzeri 2011, disputato il 26 marzo a Lenzerheide e chiuso dalla Pünchera all'8º posto; non prese parte a rassegne olimpiche o iridate.

## Palmarès

### Coppa del Mondo
- Miglior piazzamento in classifica generale: 86ª nel 2008

### Coppa Europa
- Miglior piazzamento in classifica generale: 5ª nel 2004
- Vincitrice della classifica di combinata nel 2009
- 5 podi:
  - 1 vittoria
  - 4 secondi posti

#### Coppa Europa - vittorie
| Data             | Località | Paese  | Specialità |
| ---------------- | -------- | ------ | ---------- |
| 24 febbraio 2009 | Tarvisio | Italia | SC         |

Legenda:

SC = supercombinata

### Campionati svizzeri
- 4 medaglie:
  - 2 ori (slalom speciale, supercombinata nel 2009)
  - 2 bronzi (combinata[senza fonte] nel 2005; combinata[senza fonte] nel 2006)